# Bradea brasiliensis
Bradea brasiliensis är en måreväxtart som beskrevs av Paul Carpenter Standley. Bradea brasiliensis ingår i släktet Bradea och familjen måreväxter. Inga underarter finns listade i Catalogue of Life.